# Centro Médico Federal, Carswell

El Centro Médico Federal, Carswell (Federal Medical Center, Carswell o FMC Carswell) es una prisión para mujeres en Fort Worth, Texas. Como parte de la Agencia Federal de Prisiones (BOP por sus siglas en inglés), FMC Carswell sirve como el centro médico para prisioneras mujeres del gobierno federal estadounidense.
La prisión se abrió en 1994.
Carswell tiene el corredor de la muerte federal para mujeres.

## Presas
No en el corredor de la muerte:
- Ana Belén Montes[4]